# 李匡
李匡（1400年—1465年），字存翼，號肅齋，浙江黃巖縣人，明朝政治人物，天順末官至宣府巡撫。

## 生平
宣德元年（1426年）舉丙午科浙江鄉試，宣德二年（1427年），聯登進士。授太常博士，遷監察御史。陞四川按察副使，剿播州苗族起事。景泰元年（1450年），以軍功陞都察院左僉都御史，巡撫四川。天順六年十二月戊寅，任宣府巡撫。召還京。天顺八年（1464年），因病致仕。次年卒于家。